# إيلي (مغنية)
آن هيو جين، المعروف مهنيًا بإسم إيلي (بالكورية: 안효진)‏ هي مغنية راب كورية جنوبية ومنتجة وكاتبة أغاني، ولدت يوم 10 ديسمبر 1991 في تشونان في كوريا الجنوبية.

## روابط خارجية
- LE على موقع ميوزك برينز (الإنجليزية)